# Liga Provincial de Fútbol del Callao 1932
La Primera División Provincial de Fútbol del Callao, es máxima división del fútbol chalaco. Se funda el 1 de abril de 1932. Su primer campeón fue el Atlético Chalaco.

## Historia
En mes de Febrero de 1932, la mayoría de clubes del Callao. que competían en ese entonces en el sistema de la Liga Provincial de Fútbol de Lima, se desafilian y forman su propia liga de fútbol. La Primera División Provincial de Fútbol del Callao, se crea el 1 de abril de 1932. En ella absorbe a los clubes: Atlético Chalaco, Alianza Frigorífico Nacional y el Unión Buenos Aires
En la primera edición de la liga, no hubo descenso debido a la poca cantidad de equipos. Se invitó a los clubes Telmo Carbajo, Porteño y Unión Estrella  para la temporada siguiente. Adicionalmente, se promovió a los dos mejores equipos de la División Intermedia Chalaca: Federico Fernandini y Sportivo Jorge Chávez.
El campeón del torneo fue Atlético Chalaco y el Alianza Frigorífico Nacional como subcampeón. 

## Equipos participantes
- Atlético Chalaco - Campeón
- Alianza Frigorífico Nacional - Subcampeón
- Unión Buenos Aires.

## Tabla de posiciones
| Pos. | Equipo                       | PJ | PG | PE | PP | GF | GC | DG | Ptos |
| ---- | ---------------------------- | -- | -- | -- | -- | -- | -- | -- | ---- |
| 1    | Atlético Chalaco             | 4  | 2  | 1  | 1  | 14 | 7  | +7 | 9    |
| 2    | Alianza Frigorífico Nacional | 4  | 1  | 3  | 0  | 10 | 9  | +1 | 9    |
| 3    | Unión Buenos Aires           | 4  | 0  | 2  | 2  | 7  | 15 | -8 | 6    |

|  | Campeón. |

## Resultados

### Fecha 1
El partido se jugó el 3 de julio de 1932.
| Equipo 1         | Resultado | Equipo 2                     |
| ---------------- | --------- | ---------------------------- |
| Atlético Chalaco | 2–2       | Alianza Frigorífico Nacional |

### Fecha 2
El partido se jugó el 10 de julio de 1932.
| Equipo 1           | Resultado | Equipo 2                     |
| ------------------ | --------- | ---------------------------- |
| Unión Buenos Aires | 4–4       | Alianza Frigorífico Nacional |

### Fecha 3
El partido se jugó el 17 de julio de 1932.
| Equipo 1         | Resultado | Equipo 2           |
| ---------------- | --------- | ------------------ |
| Atlético Chalaco | 6–2       | Unión Buenos Aires |

### Fecha 4
El partido se jugó el 25 de setiembre de 1932.
| Equipo 1                     | Resultado | Equipo 2         |
| ---------------------------- | --------- | ---------------- |
| Alianza Frigorífico Nacional | 3–2       | Atlético Chalaco |

### Fecha 5
El partido se jugó el 2 de octubre de 1932.
| Equipo 1           | Resultado | Equipo 2                     |
| ------------------ | --------- | ---------------------------- |
| Unión Buenos Aires | 1–1       | Alianza Frigorífico Nacional |

### Fecha 6
El partido se jugó el 9 de octubre de 1932.
| Equipo 1         | Resultado | Equipo 2           |
| ---------------- | --------- | ------------------ |
| Atlético Chalaco | 4–0       | Unión Buenos Aires |

## Equipos ascendidos de la División Intermedia
- Federico Fernandini
- Sportivo Jorge Chávez

## Equipos invitados para temporada 1933
- Telmo Carbajo
- Porteño
- Unión Estrella

## Enlaces
- Campeonato Chalaco Fútbol de 1932
- 1936: Liga Provincial del Callao, escalafón inferior a la División de Honor.